# Kraina ślepców
Kraina ślepców (tyt. oryg. The Country of The Blind) – opowiadanie brytyjskiego pisarza Herberta George'a Wellsa, opublikowane po raz pierwszy w kwietniu 1904 r. w "The Strand Magazine". Następnie znalazło się w zbiorze opowiadań Wellsa z 1911 r. pt. The Country of the Blind and Other Stories. Jest to jedno z najbardziej znanych opowiadań Wellsa i zajmuje czołowe miejsce w literaturze zajmującej się ślepotą.
Wells później zrewidował historię, rozszerzając wersję, opublikowaną następnie przez angielską prywatną drukarnię, Golden Cockerel Press, w 1939 roku.

## Fabuła
Próbując wspiąć się na niezdobytą górę Parascotopetl (fikcyjna góra w Ekwadorze), alpinista imieniem Nuñez poślizgnął się i spadł po drugiej stronie góry. Pod koniec schodzenia, po zboczu śniegu w cieniu góry, znalazł dolinę, odciętą od reszty świata, otoczoną ze wszystkich stron stromymi przepaściami. Był to legendarny „Kraj Ślepców”. Dolina była rajem dla osadników uciekających przed tyranią hiszpańskich władców, dopóki trzęsienie ziemi nie zmieniło kształtu otaczających ją gór, odcinając ją na zawsze od pozostałych terenów. Izolowana społeczność rozwijała się przez lata, pomimo choroby, która dotknęła ich wcześnie, powodując ślepotę wszystkich noworodków. W miarę jak ślepota powoli rozprzestrzeniała się na wiele pokoleń, pozostałe zmysły ludzi wyostrzyły się i zanim zmarł ostatni widzący wieśniak, społeczność w pełni przystosowała się do życia bez wzroku.
Nuñez zszedł do doliny i znalazł niezwykłą wioskę z domami bez okien i siecią ścieżek otoczonych krawężnikami. Odkrywając, że wszyscy są ślepi, Nuñez zaczyna recytować sobie przysłowie: „W krainie ślepych jednooki jest królem”. Zdaje sobie sprawę, że może ich uczyć i nimi rządzić, ale wieśniacy traktują go jako dziwaka i zagrożenie. Sfrustrowany Nuñez wpada w złość, ale wieśniacy go uspokajają. Niechętnie poddaje się on ich stylowi życia, ponieważ powrót do świata zewnętrznego wydaje się niemożliwy.
Nuñez zostaje przydzielony do pracy dla wieśniaka imieniem Yacob. Pociąga go najmłodsza córka Yacoba, Medina-Saroté. Nuñez i Medina-Saroté wkrótce się zakochują, a po zdobyciu jej zaufania Nuñez powoli zaczyna próbować wyjaśnić jej zmysł wzroku. Jednak Medina-Saroté po prostu traktuje to jako swoją wyobraźnię. Kiedy Nuñez prosi ją o rękę, starszyzna wioski odrzuca go z powodu jego „niestabilnej” obsesji na punkcie „wzroku”. Miejski lekarz sugeruje usunięcie oczu Nuñeza, twierdząc, że są chore i „bardzo rozdęte”, i z tego powodu „jego mózg jest w stanie ciągłego rozdrażnienia i rozproszenia”. Nuñez niechętnie zgadza się na operację z powodu swojej miłości do Mediny-Saroté. Jednak o wschodzie słońca w dniu operacji, gdy wszyscy wieśniacy śpią, Nuñez, nieudany Król Ślepych, wyrusza w góry (bez zapasów i sprzętu), mając nadzieję na znalezienie przejścia do świata zewnętrznego, i ucieczkę z doliny.
W oryginalnej historii Nuñez wspina się wysoko w okoliczne góry, aż zapada noc, i odpoczywa, słaby od skaleczeń i siniaków, ale szczęśliwy, że uciekł z doliny. Jego dalszy los nie został ujawniony. W poprawionej i rozszerzonej wersji opowieści z 1939 r. Nuñez widzi z daleka, że wkrótce nastąpi osuwisko. Próbuje ostrzec wieśniaków, ale znowu szydzą z jego „wyimaginowanego” widoku. Ucieka z doliny podczas zjeżdżania, zabierając ze sobą Medinę-Saroté.

## Wydania polskie
- Kraina ślepców oraz inne opowiadania, 1927, 1938, 1994, 2018.
- w tomie: Opowiadania fantastyczne, tom 1, 2021[1].